# Roman (Tang)
Roman, imię świeckie Roman Iwanowicz Tang (ur. 3 października 1893 w Ariesburgu, zm. 18 lipca 1963) – rosyjski biskup prawosławny pochodzenia estońskiego. 

## Życiorys
Z pochodzenia Estończyk. Jego ojciec był luteraninem, matka wyznawała prawosławie. Ukończył ogólnokształcące kursy w Moskwie, uzyskując w 1916 egzamin dojrzałości. Następnie wstąpił do rosyjskiej szkoły wojskowej, brał udział w walkach w I wojnie światowej. 
Po rewolucji w Rosji udał się do rodzinnej Estonii i przez kolejne czternaście lat pracował jako pracownik biurowy w różnych instytucjach państwowych. Po zdaniu egzaminów równoważnych z programem seminarium duchownego 7 marca 1931 został wyświęcony na diakona, zaś 8 marca – na kapłana przez metropolitę tallińskiego i całej Estonii Aleksandra (jako celibatariusz). Następnie skierowano go do służby w cerkwi Objawienia Pańskiego w Jõhvi. Od 1933 przez siedem lat był kapelanem żeńskiego Monasteru Piuchtickiego. Następnie wrócił do swojej pierwszej parafii. 
Po śmierci biskupa tallińskiego Izydora został nominowany do objęcia po nim katedry, w związku z czym musiał zostać postrzyżony na mnicha. Wieczyste śluby złożył 7 kwietnia 1950 r. w monasterze Pskowsko-Pieczerskim, na ręce jego przełożonego, archimandryty Pimena, zachowując dotychczasowe imię.  
Jego chirotonia biskupia odbyła się 16 kwietnia tego samego roku w soborze św. Mikołaja i Objawienia Pańskiego w Leningradzie. W charakterze konsekratorów wystąpili patriarcha moskiewski i całej Rusi Aleksy I, metropolita leningradzki Grzegorz oraz biskup łuski Symeon. 
W 1955 Święty Synod Rosyjskiego Kościoła Prawosławnego wycofał go z katedry tallińskiej i estońskiej, mianując go biskupem pomocniczym eparchii leningradzkiej z tytułem biskupa łuskiego. W 1956 objął katedrę iwanowską, następnie w 1958 – kurską, zaś w 1959 – wileńską i litewską. W 1959 r. otrzymał również godność arcybiskupa. Zmarł w 1963 i został pochowany w monasterskiej cerkwi Świętego Ducha w Wilnie obok innych hierarchów zmarłych na katedrze wileńskiej i litewskiej.